# OpenClassrooms
OpenClassrooms je neprofitabilna obrazovna organizacija koja nudi veliki broj onlajn kurseva MOOCS. Osnivač je Mathieu Nebra. OpenClassrooms sarađuje sa mnogo univerziteta kako bi obezbedila onlajn kurseve. Kursevi koji se mogu pohađati su iz oblasti fizike, elektrotehnike, hemije, medicine, biologije, sociologije, matematike, informatike, ekonomije itd. U aprilu 2018, OpenClassrooms je imala 1.0 milion korisnika i 750 kurs.

## Kursevi
Kursevi širokog spektra koji se protežu od humanističkih nauka, medicine, biologije, sociologije, matematike, ekonomije, i informatike, kao i drugih oblasti traju od nekoliko nedelja do nekoliko meseci. Koncipirani su na principu interaktivnog online učenja gde kompletan nastavni materijal i podršku eminentnih predavača polaznici dobijaju besplatno. Na kraju svakog modula polaže se test i dobija sertifikat o savladanom programu. Ovaj tip seminarskih studija nije deo standardnog obrazovanja, i polaznici taj kredit ne mogu koristiti kao zamenu za predmete koje slušaju na matičnim fakultetima ako su studenti, ali je znanje koje dobijaju dragoceno.

### Šta čini ove kurseve posebnim?
Online kursevi su dostupni već duže vreme. Razlikuje ih činjenica da je ovo pravo iskustvo kursa. Počinje određenog dana, i polaznici kursa gledaju video snimke na nedeljnoj bazi i rade domaće zadatke. Ovo su pravi domaći zadaci za pravu ocenu, sa pravim rokom. Na kraju kursa, polaznici dobijaju sertifikat. Oni mogu da predstave taj sertifikat svojem poslodavcu i time dobiju bolji posao.

## Obrazovni uticaj
Svako ko ima pristup Internetu ima mogućnost da dobije visoko obrazovanje, dok je učenje svako prilagođuje tempu kakav mu odgovara. Čak i u lokalnim institucijama koje nemaju elitne profesore, studenti mogu da se rukovode i motivišu resursima koje obezbeđuje OpenClassrooms.

## Spoljašnje veze
- OpenClassrooms oficial